# Boris Zahoder
Boris Zahoder (în rusă Борис Заходер; n. 9 septembrie 1918, Cahul, România – d. 7 noiembrie 2000, Koroliov, Moscova, Rusia) a fost un evreu basarabean, scriitor, poet, traducător și scenarist sovietic și rus. A fost un popularizator al literaturii clasicilor mondiali pentru copiii din URSS.

## Biografie
S-a născut în orașul Cahul din județul omonim, Basarabia (România interbelică); după o anumită perioadă părinții săi și întreaga familie s-au strămutat la Odesa, de unde la Moscova, unde a și crescut. Tatăl său a fost un avocat, absolvent al Universității din Moscova, iar bunicul său, prim-rabin de Nijni Novgorod. După ce a absolvit școala în 1935, a studiat la Institutul de Aviație din Moscova, Universitatea din Moscova și cea din Kazan până în 1938, când a intrat în Institutul de literatură „Maxim Gorki”. Studiile sale au fost întrerupte de înscrierea ca voluntar în războiul sovieto-finlandez și mai târziu în cel de-Al Doilea Război Mondial. După război s-a întors la institut, pe care l-a absolvit în 1947. A început să publice poezii și basme pentru copii în același an și a devenit un scriitor popular pentru copii. În 1968 a fost admis în Uniunea Scriitorilor Sovietici.
A început să publice traduceri ale literaturii pentru copii în 1960, cu Winnie de Pluș de Alan Alexander Milne și Mary Poppins de P. L. Travers. Versiunea sa a fost, de asemenea, baza pentru filmul de animație sovietic din 1969, Winnie de Pluș și continuările sale. Traducerea sa a Alice în Țara Minunilor de Lewis Carroll, a devenit mai faimoasă decât alte versiuni traduse anterior de autori de renume, precum Samuil Marșak sau Vladimir Nabokov. De asemenea, a tradus povești ale cehoslovacului Karel Čapek și poezii poloneze de Julian Tuwim și Jan Brzechwa. A tradus de asemenea, lucrări de Goethe.
A fost distins cu Premiului de Stat al Federației Ruse (1999) pentru munca sa; este, de asemenea, câștigătorul Premiului Hans Christian Andersen.